# Quintus Iunius Rusticus

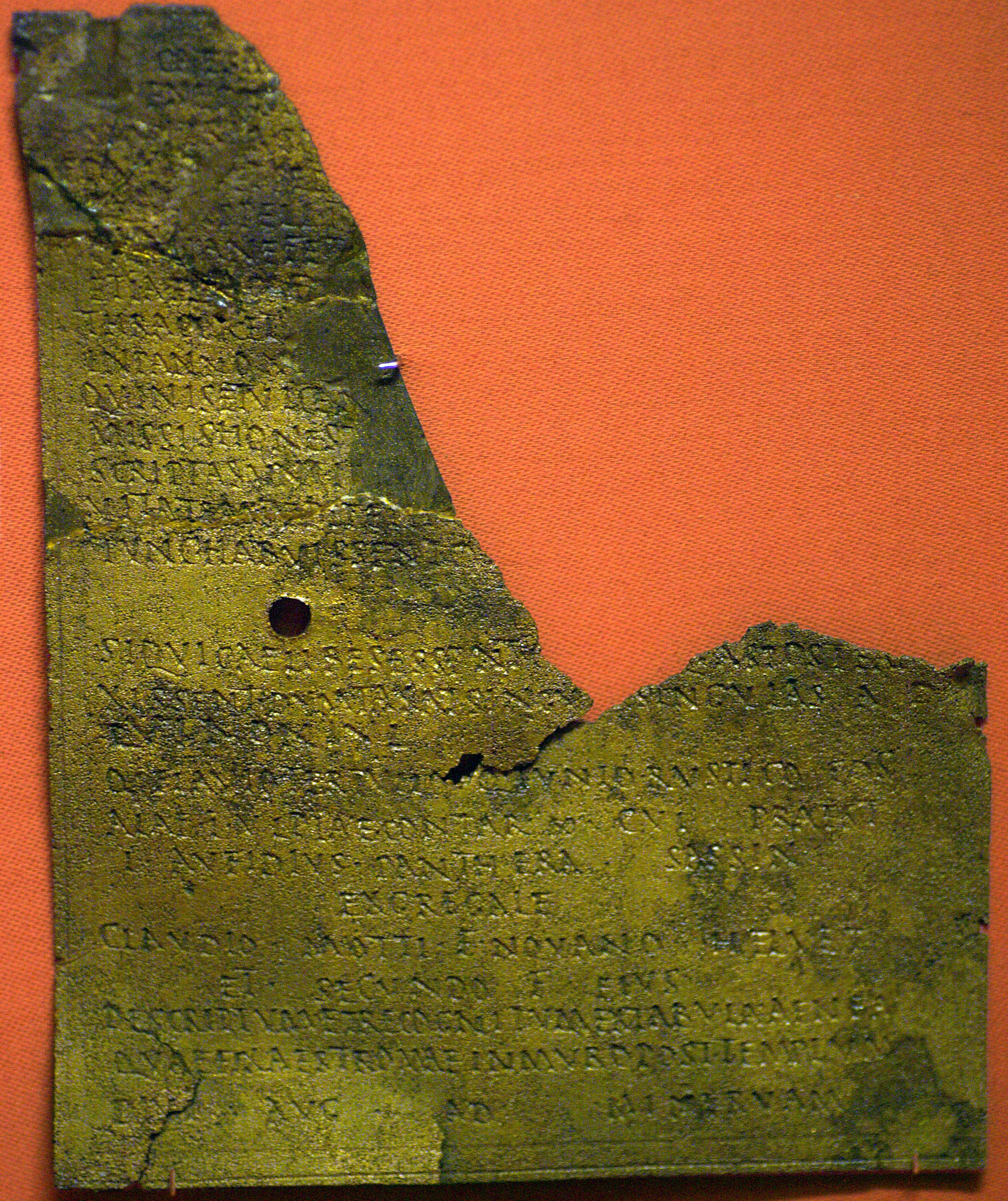
Das Militärdiplom vom 2. Juli 133 n. Chr.

Quintus Iunius Rusticus war ein römischer Politiker und Senator des 2. Jahrhunderts.

## Leben und Karriere
Rusticus war der Sohn des Quintus Iunius Arulenus Rusticus, der 92 Suffektkonsul gewesen und im folgenden Jahr der Verfolgung der Stoiker unter Kaiser Domitian zum Opfer gefallen war. Er war wie sein Vater Stoiker. Durch Militärdiplome, die zum Teil auf den 2. Juli 133 datiert sind, ist belegt, dass er 133 zusammen mit Quintus Flavius Tertullus Suffektkonsul war; die beiden übten dieses Amt vermutlich vom 1. Juli bis zum 30. September aus. Das Konsulnpaar ist auch in einer Inschrift aufgeführt.
Durch die Analyse einer schon 1970 entdeckten Inschrift kann belegt werden, dass Quintus Iunius Rusticus sein Proconsulat nach 133 in Hispania citerior verbrachte. Wann genau, konnte bisher nicht ermittelt werden.
Als Lehrer und Freund Kaisers Mark Aurel erhielt Rusticus im Jahr 162 einen ordentlichen Konsulat.
Wohl noch im gleichen Jahr wurde er zum Stadtpräfekten ernannt und blieb es bis 167 oder 168. In seiner Amtszeit fand 165 das Martyrium des Iustinus statt.

## Historische Einordnung
Quintus Iunius Rusticus stellte nicht nur den Höhepunkt der politischen Bedeutung der Familie der Iunii Rustici dar, sondern auch den politischen Wandel in der Einschätzung des Stoizismus. Seine Vorfahren Quintus Iunius Arulenus Rusticus und Iunius Mauricus gehörten unter Domitian noch zu den Märtyrern und Opfern der Verfolgung des Stoizismus, während er als stoischer Lehrer und Berater zur Karriere des Philosophen auf dem Kaiserthron beitrug.